# Higham (Forest Heath)
Higham is een civil parish in het bestuurlijke gebied Forest Heath, in het Engelse graafschap Suffolk. In 2011 telde het civil parish 156 inwoners.